# Estación San Justo (Ramal F)
San Justo es una estación de ferrocarril ubicada en la ciudad homónima, Departamento San Justo, provincia de Santa Fe, Argentina
La estación fue habilitada en 1888 por el Ferrocarril Provincial de Santa Fe.
Es una de las dos estaciones con las que cuenta la ciudad, la otra es la Estación San Justo (Ramal C) ubicada hacia el norte de la ciudad.

## Servicios
Era una de las estaciones intermedias del Ramal F del Ferrocarril General Belgrano.